# Парламентские выборы в Того (2018)
Парламентские выборы 2018 года в Того прошли 20 декабря. Изначально они планировались на июль 2018 года, но были отложены до тех пор, пока Экономическое сообщество стран Западной Африки (ЭКОВАС) не назначило выборы на 20 декабря. Основная оппозиционная партия, сформировавшая коалицию Альянс C14, бойкотировала выборы после того, как президент Того Фор Эссозимна Гнассингбе отказался отменять предложенные конституционные реформы, которые позволили бы ему баллотироваться ещё на два срока в 2020 году.
В результате большинство вновь оказалось у Союза за республику, который получил 59 из 91 места парламента.

## Избирательная система
Все 91 депутат Национального собрания Того избираются путём голосования по закрытым партийным спискам (то есть без указания конкретных кандидатов) на основе пропорционального представительства. Выборы проходят в 30 многомандатных избирательных округах.

## Предвыборная кампания
Партийные списки подали 105 политических партий. Кроме этого, в выборах участвовало 25 независимых кандидатов. В сумме на 91 место парламента баллотировалось 850 кандидатов.

## Результаты
| Партия                                                              | Партия                                           | Голоса    | %     | Места | +/-   |
| ------------------------------------------------------------------- | ------------------------------------------------ | --------- | ----- | ----- | ----- |
|                                                                     | Союз за республику                               |           |       | 59    | -3    |
|                                                                     | Союз сил за перемены                             |           |       | 6     | +3    |
|                                                                     | Патриотическое движение за демократию и развитие |           |       | 3     | новая |
|                                                                     | Новое тоголезское обещание                       |           |       | 3     | -     |
|                                                                     | Панафриканская демократическая партия            |           |       | 1     | -     |
|                                                                     | Движение центристских республиканцев             |           |       | 1     | -     |
|                                                                     | Панафриканская патриотическая конвергенция       |           |       | 0     | 0     |
|                                                                     | Союз националистов за работу                     |           |       | 0     | новая |
|                                                                     | Африка Того Экология                             |           |       | 0     | новая |
|                                                                     | Партия за демократию и обновление                |           |       | 0     | новая |
|                                                                     | Круг новых лидеров                               |           |       | 0     | новая |
|                                                                     | Независимые                                      |           |       | 18    | +17   |
| Недействительных/пустых бюллетеней                                  | Недействительных/пустых бюллетеней               | 118 607   | -     | -     |       |
| Всего                                                               | Всего                                            | 1 869 717 | 100   | 91    | 0     |
| Действительных бюллетеней/ Явка                                     | Действительных бюллетеней/ Явка                  | 3 155 837 | 59,25 | -     | -     |
| Источник: CENI Архивная копия от 28 декабря 2018 на Wayback Machine |                                                  |           |       |       |       |